# Democratic Republican Party (St. Vincent und die Grenadinen)
Die Democratic Republican Party (DRP) war eine kleine, kurzlebige Partei in St. Vincent und den Grenadinen. Sie wurde erst am 23. August 2012 von ihrer Gründerin Anesia Baptiste ins Leben gerufen. 
Am 9. Oktober 2020 zog sich Baptiste aus der Politik zurück und hinterließ damit die Partei führerlos. Sie engagierte sich vollzeitig als Predigerin.
Die Democratic-Republican Party verband einen Glauben an Demokratie als Mittel zur Einsetzung der Regierun und an Republikanismus. Die Partei vertrat den Glauben, dass sie Rechte und Freiheiten aller Menschen unveräußerlich sind und vom Schöpfer-Gott gegeben sind und dass die Aufgabe der Regierung darin besteht, diese Freiheite sowohl für die Mehrheit, als auch für die Minderheiten zu schützen.
Die DRP trat in den Wahlen 2015 erstmals mit sechs Kandidaten an.